# Passio Kiliani
Passio Kiliani ist die Bezeichnung für zwei hagiographische Schriften über das Leben des heiligen Kilian von Würzburg.

## Inhalt
Der vornehme Ire Killena wird Bischof und erhält den Namen Kilian. Er wandert mit etlichen Gefährten in der Nachfolge Christi bis Würzburg, wo zu diesem Zeitpunkt Herzog Gosbert herrscht. Dieser wird in der Passio als Heide dargestellt, dürfte aber in Wirklichkeit bereits christlich gewesen sein. Kilian und seine Gefährten kommen bei dem Versuch der Heidenmission unter Papst Konon im Jahr 689 ums Leben: Auf Befehl von Gailana, der Gattin des Herzogs, werden sie enthauptet. Die Angaben über das Herrscherhaus und dessen Stammbaum in der Passio Kiliani geben wichtige Hinweise auf die politischen Verhältnisse im 7. und 8. Jahrhundert in Franken.

## Passio minor
Die kürzere Version ist die ältere. Sie ist unter dem Titel Passio Kiliani martyris Wirziburgensis bekannt geworden und wurde 1910 von Wilhelm Levison publiziert. Dieser datierte sie auf die Zeit um 840 mit der Einrichtung des ostfränkischen Königtums durch Ludwig den Deutschen im Jahr 833 als terminus post quem. Er berief sich dabei auf eine anachronistische Herrschertitulatur in der Schrift. Pippin wird dort als erster König der Ostfranken bezeichnet, der zu dem Zeitpunkt geherrscht habe, als die Reliquien Kilians und seiner Gefährten erhoben worden seien. A. Bigelmair hielt die Passio minor für älter. Er ging davon aus, dass sie schon um die Zeit der Reliquienerhebung, also wohl 752, entstand. J. Dienemann dagegen glaubte, sie sei im Zusammenhang mit der Translation der Reliquien und der Feier in Anwesenheit Karls des Großen im Jahr 788 niedergeschrieben worden. 
Die älteste bekannte Handschrift, der St. Galler Codex Sangallensis 566, stammt aus der Zeit um 870. Die Passio minor wurde wahrscheinlich von einem mainfränkischen Geistlichen verfasst. Sie diente als Quelle für die jüngere und umfangreichere Passio maior.

## Passio maior
Der Autor der Passio maior war der aus Italien stammende, ab 952 in Würzburg als Lehrer an der Domschule tätige Stephan von Novara. Nicht der Verfasser der älteren Vita des Burchard von Würzburg.

## Textausgabe
- Franz Emmerich: Der heilige Kilian. Regionarbischof und Märtyrer. Historisch-kritisch dargestellt. Göbel, Würzburg 1896 (online).
- Cynthia J Hahn: Passio Kiliani. Kommentarband. Akademische Druck- und Verlagsanstalt, Graz 1988, ISBN 3-201-01357-9.